# 逻辑单元号
在计算机存储中，逻辑单元号或LUN(Logical Unit Number)是用以标记逻辑单元的编号。逻辑单元(Logical Unit)是指由封裝有如光纤通道、iSCSI接口的SCSI的以iSCSI或SCSI协议传输的设备。逻辑单元可以存在在任意一个支援读写功能的设备上，这也包括最早的磁带机；但现在更多的是指在存储区域网络架构内创建的一个逻辑卷。尽管技术上不甚准确，逻辑单元有时还会被用来泛指逻辑卷。